# Landbrug & Fødevarer
Landbrug & Fødevarer er en dansk erhvervsorganisation, der varetager fælles opgaver og erhvervsmæssige interesser for landbruget, fødevare- og agroindustrien. Landbrug & Fødevarer repræsenterer den danske fødevareklynge, der er et af Danmarks største erhverv. I 2023 eksporterede fødevareklyngen for over 199 mia. kr. Samlet set beskæftiger fødevareklyngen 180.000 personer.
Landbrug & Fødevarer har hovedsæde på Axelborg i København. Organisationen ledes af en bestyrelse med landmand Søren Søndergaard som formand, mens Morten Boje Hviid er administrerende direktør for organisationen.

## Medlemmer
Landbrug & Fødevarer er den eneste erhvervsorganisation, hvis medlemmer repræsenterer hele værdikæden fra jord til bord.[kilde mangler] De lokale landbo-, fælles- og familielandbrugsforeninger repræsenterer ca. 22.000 medlemmer på landsplan. Medlemmerne i de lokale og regionale foreninger er fundamentet for Primærsiden i Landbrug & Fødevarer. Organisationen har også 300 virksomhedsmedlemmer, der både repræsenterer egentlige fødevarevirksomheder og virksomheder med tilknytning til erhvervet.
Virksomhedsmedlemmerne omfatter bl.a. mejerier, slagterier, grovvarevirksomheder, forædlings- og forarbejdningsvirksomheder, handelsvirksomheder, fabrikanter af landbrugsmaskiner, staldinventar mv., fabrikanter af maskiner til fødevareerhvervet, producenter af ingredienser og hjælpestoffer, forsknings- og rådgivningsvirksomheder, pengeinstitutter og forsikringsselskaber.

## Historie
Landbrug & Fødevarer blev dannet d. 3. juni 2009 ved en fusion af Landbrugsraadet, Danske Slagterier, Dansk Svineproduktion, Dansk Landbrug med Landbrugsmedierne og Dansk Landbrugsrådgivning, samt væsentlige dele af Mejeriforeningens aktiviteter.
Den første formand var Michael Brockenhuus-Schack (2009-2011), efterfulgt af Niels Jørgen Pedersen (2011-2012) og dernæst Martin Merrild (2012-2020). Siden 2020 har Søren Søndergaard været formand for Landbrug & Fødevarer.
Den administrerende direktør var til oktober 2018 Karen Hækkerup. Fra november 2018 til oktober 2021 var Anne Lawaetz Arhnung administrerende direktør. Flemming Nør-Pedersen blev udnævnt til konstitueret adm. direktør i oktober 2021. En position, som han varetog frem til august 2022. Fra august 2022 til november 2024 var tidligere ambassadør Merete Juhl adm. direktør. 